# 金沢能楽美術館

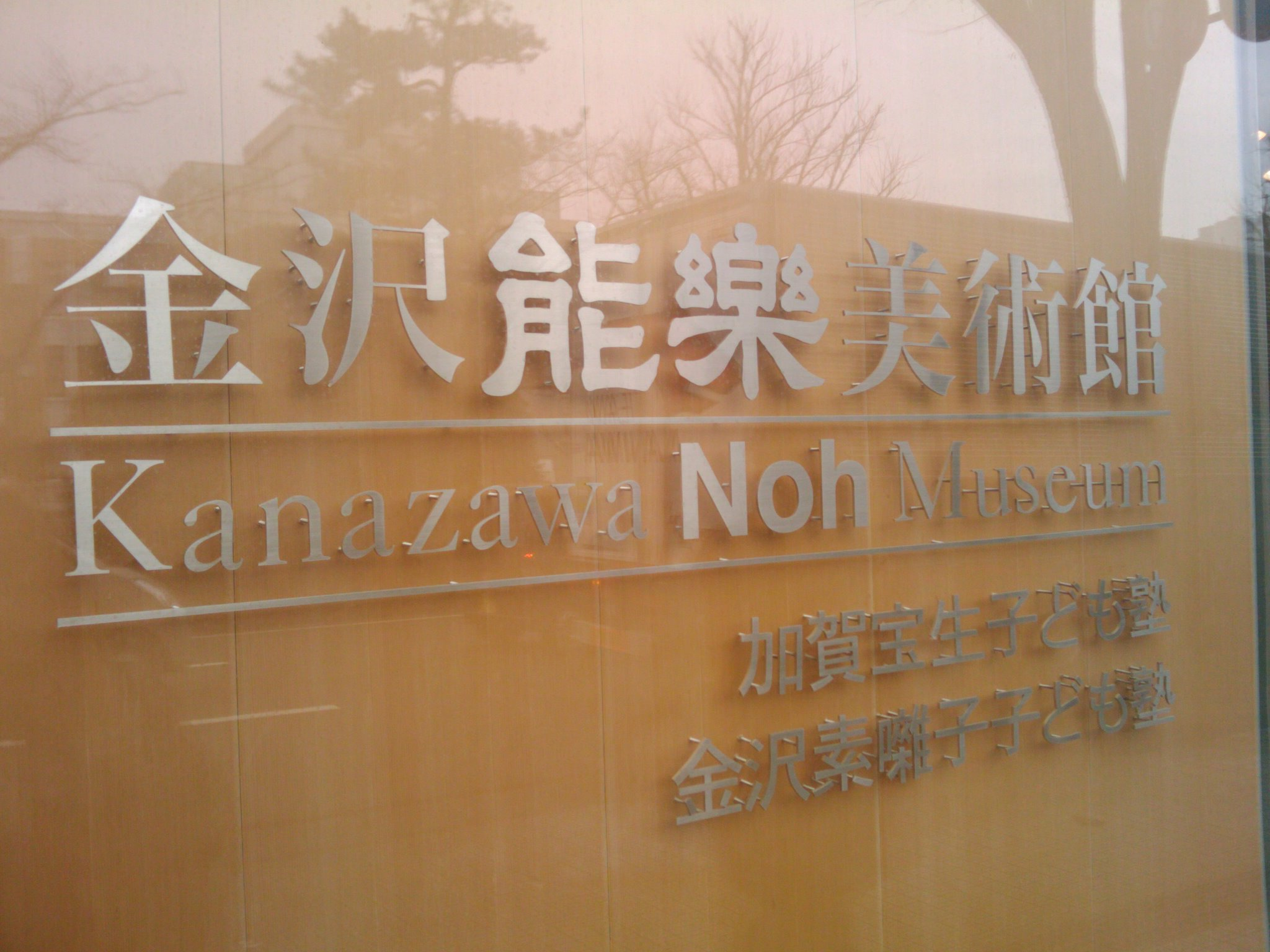

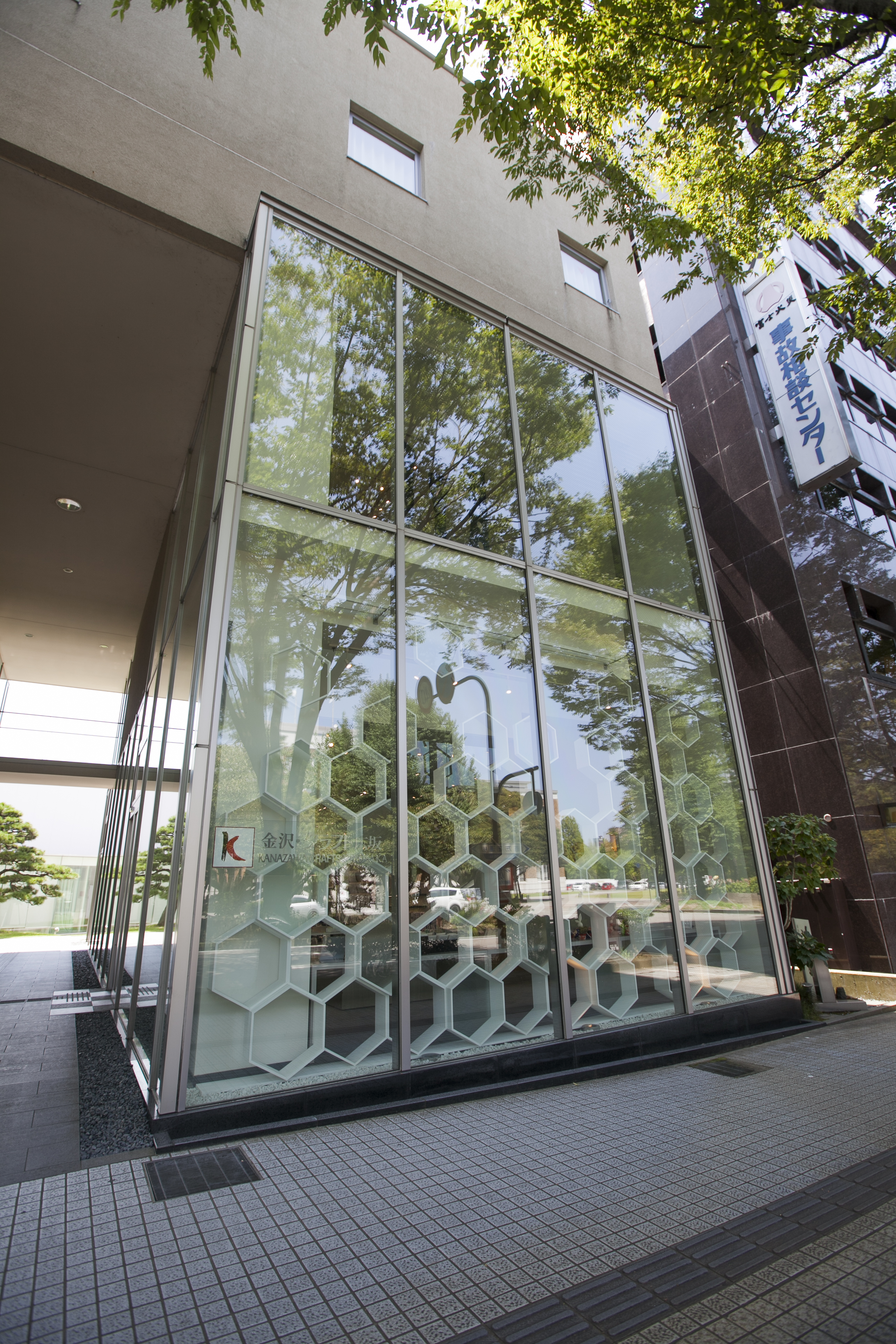
金沢・クラフト広坂

金沢能楽美術館（かなざわのうがくびじゅつかん）は、石川県金沢市広坂にある能楽に関する美術館。

## 概要
金沢市の伝統芸能である加賀宝生の貴重な美術品など能楽に関する美術品を収集・展示することを目的に、2006年（平成18年）に開館。昭和初期に広坂通にあった金沢能楽堂ゆかりの地に建設された。金沢市中心部の香林坊から兼六園に向かう百万石通りと金沢21世紀美術館に挟まれており、回遊性を高めるため、通り抜けの通路が設けられている。

## 展示室
1階と2階が展示室、3階は研修室となっている。1階の導入展示室では、映像により加賀宝生の能舞台を解説し、1932年（昭和7年）に建てられていた金沢能楽堂を模型で再現している。2階はメイン展示室とされ、加賀宝生の能装束や能面が展示されている。3階の研修室では、能の所作の学習など能楽を体験する教室が開催される。また、伝統文化の伝承を目的とした「子ども塾」の活動も行われている。

## 佐野家伝来能楽資料
金沢市の指定文化財である佐野家伝来能楽資料能面14面、能装束61領、扇10本、計85点が収蔵されている。佐野家は、加賀藩の第五代藩主前田綱紀の時代に始まる加賀宝生が明治時代に一時その継承が危ぶまれたとき、佐野吉之助により再興を果たした家である。

## 金沢・クラフト広坂
金沢能楽美術館には、加賀象嵌、加賀繍、加賀水引、加賀毛針など金沢の伝統工芸品を展示・販売する金沢・クラフト広坂が併設されている。

## 利用案内
開館時間
10時 - 18時（入館は午後5時30分まで）
観覧料
一般…310円
団体(20名以上)…260円
65歳以上…210円（祝祭日は無料）
高校生以下…無料
金沢市文化施設共通観覧券が使用できる。
金沢21世紀美術館との共通観覧券もある。

## 周辺施設
- 金沢21世紀美術館
- 石川県政記念しいのき迎賓館
- 石浦神社
- 兼六園
- 金沢城公園
- 四高記念文化交流館
  - 石川近代文学館
  - 四高記念館
- いしかわ四高記念公園
- 金沢市役所

## 交通アクセス
- 金沢駅からバスで20分「広坂」バス停下車
- 金沢ふらっとバス（材木ルート）「市役所・21世紀美術館」バス停下車